# کالوس غضروف فیبری

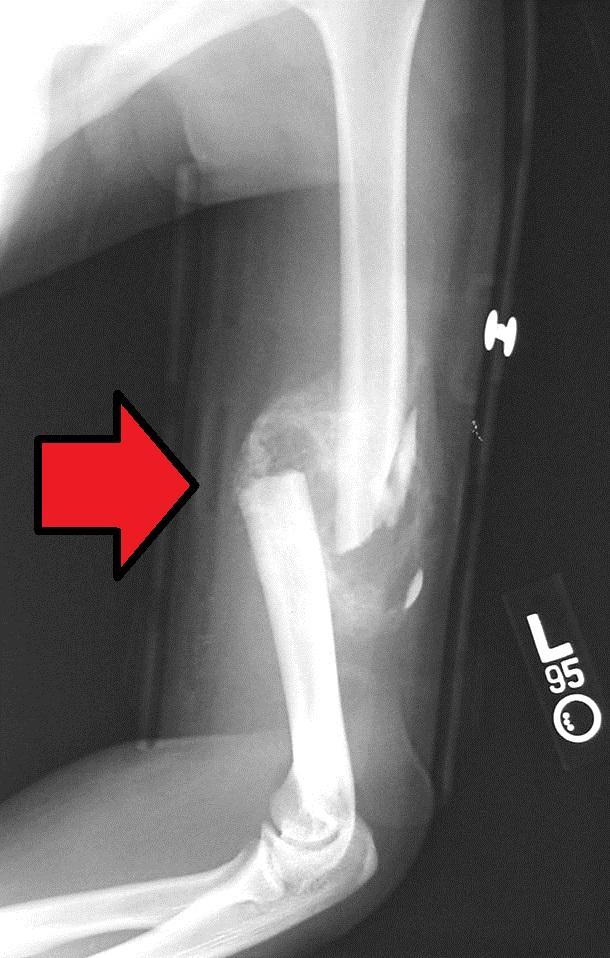
شکستگی استخوان بازو با تشکیل کالوس

کالوس غضروف فیبری (به انگلیسی: Fibrocartilage Callus)، تشکیل موقت فیبروبلاست‌ها و کندروبلاستهایی است که ناحیه شکستگی استخوان را حین تلاش جهت التیامش، تشکیل می‌دهند. این سلول‌ها در نهایت پراکنده شده، به حالت غیرفعال درآمده و ماتریکس برون‌سلولی استخوان جدید را تشکیل می‌دهند. کالوس، اولین علامت یکی شدن است که روی اشعه x، سه هفته پس از شکستگی قابل رؤیت است. تشکیل کالوس در بالغان کندتر از کودکان صورت گرفته، و در استخوان‌های قشری نیز از استخوان‌های اسفنجی کندتر است.